# Hamdi Kasraoui
Hamdi Kasraoui (Sousse, 18 gennaio 1983) è un ex calciatore tunisino, di ruolo portiere.

## Carriera
È stato convocato dalla Nazionale Tunisina per la Confederations Cup del 2005 e i Mondiali del 2006.
Nel 2009 firma un contratto triennale con la squadra francese del Lens.